# Republika Galaktyczna

Flaga Republiki

Republika Galaktyczna (znana także jako Stara Republika) – fikcyjne państwo występujące w serii filmów science fiction Gwiezdne wojny.
Początki Republiki datuje się na okres około 25000 lat przed bitwą o Yavin, kiedy to w wyniku pierwszych Wojen Unifikacyjnych powołano do istnienia demokratyczny organ władzy obejmującej swoim zasięgiem znaczną część znanej galaktyki.
Republika ze zmiennym powodzeniem i licznymi kryzysami (np. wojny Sithów, wielka wojna nadprzestrzenna, wojny mandaloriańskie) przetrwała aż do roku 19 BBY, kiedy to Wielki Kanclerz Republiki, Palpatine, ogłosił przekształcenie jej w Imperium Galaktyczne.
Po upadku Imperium do tradycji Starej Republiki często nawiązywała Nowa Republika.